# Maria van Cijs
Maria van Cijs auch Maria van Zijs (geboren 1656 vermutlich in Leiden; gestorben 16. Juni 1692 in Paris) war eine niederländische Ordensfrau. Sie gründete die Kongregation zur Unterstützung gefallener Frauen in Paris.

## Leben
Die biografischen und hagiografischen Angaben über das Leben Maria van Cijs’ stammen aus einer in Paris 1700 anonym veröffentlichten Lebensbeschreibung, die auch die Statuten der von ihr gegründeten Kongregation enthält. Der niederländische Jesuit H. J. Allard legte sie 1872 seinem Aufsatz Petrus Engelraeve, predikant te Boskoop, en Maria de Combé, geb. Van Zijs zu Grunde.
Demnach wurde Maria van Cijs 1656 in Leiden geboren. Sie war die Tochter von Jan van Cijs. Um 1675 heiratete sie in Leiden den wohlhabenden Adligen Adriaan la Combé (gestorben ca. 1678). Die Ehe blieb kinderlos. Ihr Mann behandelte sie so schlecht, dass sie sich nach nur anderthalb Jahren Ehe von ihm scheiden ließ. Kurz darauf starb er.
Seit ihrer Jugend soll sich Van Cijs für den katholischen Glauben interessiert haben, obwohl sie als Tochter einer angesehenen reformierten Leidener Familie aufgewachsen war. Sie hatte mindestens eine Schwester. Mit dieser und dem Bruder ihres Mannes zog sie als Witwe nach Paris. Dort konvertierte sie zum katholischen Glauben. Dazu soll ein visionärer Traum beigetragen haben. Nachdem sie um 1680 konvertiert war und vor Pater Traullé das Glaubensbekenntnis abgelegt hatte, sollen ihre Verwandten ihr die Unterstützung entzogen haben. Sie suchte Hilfe bei einem anderen Priester, De la Barmondière, der ihr Unterkommen in einer religiösen Gesellschaft verschaffte. Dort widmete sie sich ganz dem Gebet und der Selbstverleugnung.
Eines Tages im Jahr 1686 schickte De la Barmondière ein „zutiefst gefallenes Mädchen“ zu Maria la Combé mit der Bitte, sie aus dem „tiefen Abgrund der Sünde und Verderbtheit“ zu retten. Damit begann die Arbeit einer Gesellschaft, die Frauen mit leichten Sitten Hilfe anbot, die Buße taten und für ihre Sünden büßen wollten: Congrégation du Bon Pasteur, „Der gute Hirte“. Diese Initiative wurde von privaten Geldgebern und von der Regierung unterstützt. Die Frauengruppe um Maria la Combé wurde so in ganz Paris bekannt. In Saint-Germain erhielten sie ein Haus und für die Renovierung einen Betrag von 1500 Gulden. Die Zahl der Büßerinnen belief sich nach einigen Jahren auf etwa siebzig Frauen, einigen Quellen zufolge könnten es sogar zweihundert gewesen sein. Nach dem Pariser Vorbild wurden Häuser in Orléans, Angers, Troyes, Amiens, Nantes und Toulouse eingerichtet. Betreut wurden die Büßerinnen von Schwestern, die ihre Gelübde nach einer zweijährigen Probezeit ablegten und nicht viel mehr Luxus genossen als die „gefallenen“ Frauen.
Maria la Combé starb am 16. Juni 1692 in Paris. Sie wurde nur 36 Jahre alt. „Der Gute Hirte“ existierte bis 1790 und wurde 1829 wiederbelebt. Heute hat die Gemeinschaft internationale Zweigstellen.

### Genealogischer Abgleich mit dem Archiv in Leiden
In den Archiven der Stadt Leiden konnten die genealogischen Daten, die auf Allards Konversionsgeschichte von 1872 basieren, nicht bestätigt werden. Der Lebensgeschichte kommt dabei noch die Geschichte der Heirat von Maria Six (Cijs?) am nächsten, bei der am 19. August 1677 in Leiden ein Vorehevertrag mit Adriaan Danielsz. Kombij (La Combé?) aus Heemstede geschlossen wurde. Sie war die Tochter des Schneidermeisters Jan Sixtus (gestorben vor 1677) und der Hebamme Anna Tobiasdr. van der Tack (gest. 1678). Maria Six wuchs in Leiden mit mindestens einer Schwester namens Tanneke und einem Bruder namens Sixtus auf, der 1673 als Fähnrich starb. In einem gewissen Einklang mit den Kindheitserzählungen aus der Bekehrungsgeschichte steht die Tatsache, dass diese Maria auf Wunsch ihrer Mutter am 4. Mai 1675 eingesperrt wurde. Als Grund wird nur genannt: „im Zusammenhang mit ihrem unehrlichen und empörenden Leben“. Ein genauerer Grund wurde nicht genannt, ebenso wenig der Ort der Unterbringung. Zwei Jahre später war Maria Six wieder frei und ließ im Beisein ihrer Mutter einen Ehevertrag aufsetzen. Im Jahr 1678 starb die Mutter und hinterließ ein Testament, in dem die Tochter Tanneke erwähnt wurde, die Tochter Maria jedoch nicht. Allerdings wurden Marias mögliche Kinder im Testament erwähnt.
So weit scheinen die genealogischen Daten mit denen der Maria van Cijs aus der Konversionsgeschichte übereinzustimmen. Doch wurde am 1. November 1679 aus der Ehe von Maria Six und Adriaan Kombij eine Tochter namens Anna geboren. Diese wurde in der Pieterskerk in Leiden getauft, das Paar lebte zu dieser Zeit jedoch in Amsterdam. Zu der Zeit hatten sie aufgrund des Nachlasses von Anna Tobiasdr. regelmäßigen Kontakt mit dem Leidener Waisenhaus. Maria de Vries, wie sie sich dann nannte, schrieb mit Adriaan Kombij Briefe, aus denen jedoch nicht hervorgeht, ob sie noch zusammenlebten. Es wurden diverse Dokumente ausgetauscht, da die Mutter verfügt hatte, dass ihr Haus erst nach zehn Jahren verkauft werden dürfe. Allerdings reichte der Nachlass bei weitem nicht aus, um die ausstehenden Schulden zu begleichen. Das Haus wurde 1679 verkauft und der Rest wurde jahrelang zur Aufbewahrung von Aufzeichnungen über Marias mögliche Kinder genutzt. Das Konto wurde 1736 mit einem positiven Saldo von 1190 Gulden geschlossen. Daraus geht hervor, dass Tochter Anna das Erwachsenenalter nicht erreichte und auch keine Brüder oder Schwestern hatte. Nach 1679 fehlt in den Archiven jede Spur ihres Vaters oder ihrer Mutter. Ob es sich bei dieser Maria Six um jene Maria van Cijs handelte, die sich als Gründerin der Kongregation vom Guten Hirten in Paris einen Namen machen sollte, ist jedoch noch nicht geklärt.